# Casa de la Cultura d'Alcalà de Xivert
La Casa de la Cultura d'Alcalà de Xivert (Baix Maestrat), situada en el carrer de la Verge dels Desemparats és un edifici de caràcter renaixentista, si bé pels seus carreus podríem igualment situar-lo a la fi del segle xv.

## Història
Fou residència de la cort del Justícia en època foral i el record es mantingué en l'antiga denominació del carrer, carrer de la Cort, fins al segle xx, i després va ser Casa Capitular, destinant una estada de l'edifici a presó, l'obertura de la qual de la façana àdhuc conserva una reixa per a aquest menester.
Actualment, en l'edifici està el Saló de Plens de l'Ajuntament, i és la seu de l'Associació Musical Santa Cecília.

## Arquitectura
Edifici de dues plantes (baixa i principal), realçat en la segona meitat del segle xx amb una altra planta.
Destaca l'edifici per la façana de carreus, centrada en la planta baixa amb una porta de mig punt amb àmplies dovelles, amb regust de palau gòtic, i dos balcons amb tornapuntes en la planta principal. A l'interior es conserven tres arcs diafragmàtics i una sòbria escala de pedra.